# Югославия на «Евровидении-1990»
Югославия была страной-хозяйкой телевизионного конкурса Евровидение-1990, который состоялся 5 мая в концертном зале имени Ватрослава Лисинского в Загребе, СР Хорватия. Страну представляла певица Татьяна Матьяш под псевдонимом Тайчи с песней Hajde da ludujemo («Давай сходить с ума»). По итогам голосования она заняла седьмое место из 22, набрав 81 балл, зафиксировав, тем самым, четвёртый раз подряд, когда Югославия оказывалась в топ-10. Тем не менее, Hajde da ludujemo стала предшественницей югославской заявки на Евровидение-1991 Бразил в исполнении Беби Дол.

## До «Евровидения»

### Југовизија 1990
Югославский традиционный национальный финал Југовизија был организован Югославским телевидением для выбора артиста и песни, представляемых страну на Евровидение. Он состоялся 3 марта 1990 года в Задаре, СР Хорватия. Его ведущими были Ана Брбора Хум и Бранко Уводич. Шестнадцать песен от шести республиканских и двух автономных телевещателей прозвучало в национальном финале, а победитель был определён голосами региональных членов жюри по три человека от каждого региона. Начиная с 1987 года можно было голосовать и за свои заявки тоже, что приводило к спорам и разногласиям по итогам голосования. Победу одержала Тайчи с песней Hajde da ludujemo, которая должна была отстаивать честь страны-хозяйки конкурса.
| Порядковый номер | Исполнитель                      | Название песни           | Дирижёр           | Телестудия  | Очки | Место |
| ---------------- | -------------------------------- | ------------------------ | ----------------- | ----------- | ---- | ----- |
| 1                | Intervali                        | Како магија              | Алан Бьелински    | TV Скопье   | 13   | 12    |
| 2                | Арменд Реджепагич                | Mami mami                | Алан Бьелински    | TV Приштина | 24   | 6     |
| 3                | Снежана Мишкович                 | Рат и мир                | Слободан Маркович | TV Белград  | 27   | 5     |
| 4                | Массимо Савич                    | Pjesma za tebe           | Стипица Калоджера | TV Загреб   | 21   | 8     |
| 5                | Тайчи                            | Hajde da ludujemo        | -                 | TV Загреб   | 114  | 1     |
| 6                | Amsterdam                        | Đavolica                 | Слободан Маркович | TV Белград  | 0    | 15    |
| 7                | Нарцис Вучина и Арнела Конакович | Ситна киша падала        | Эсад Арнауталич   | TV Сараево  | 20   | 9     |
| 8                | BG Sound                         | Ти и ја                  | Слободан Маркович | TV Белград  | 31   | 4     |
| 9                | Pop Design                       | Hasta la vista           | Алан Бьелински    | TV Любляна  | 18   | 10    |
| 10               | Top-Expres                       | Baby                     | Алан Бьелински    | TV Скопье   | 22   | 7     |
| 11               | Тони Янкович                     | Нови плес                | Эсад Арнауталич   | TV Сараево  | 2    | 14    |
| 12               | Борис Новкович и Noćna straža    | Дајана                   | Стипица Калоджера | TV Нови-Сад | 61   | 2     |
| 13               | Оливер Драгоевич и Зорица Конджа | Sreća je tamo gdje si ti | Стипица Калоджера | TV Загреб   | 58   | 3     |
| 14               | Foto-Model                       | Твоја ока два            | Радован Папович   | TV Титоград | 3    | 13    |
| 15               | Урша                             | Crazy Baby               | Алан Бьелински    | TV Любляна  | 0    | 15    |
| 16               | Хелена Благне и Abrakadabra      | Ti in jaz, jaz in ti     | Алан Бьелински    | TV Любляна  | 18   | 10    |

## На «Евровидении»
В Загребе во время конкурса Тайчи выступала под номером 15, между Францией и Португалией. Энергичный югославский рок-номер мало чем отличался от аналогичных песен, посылаемых СФРЮ на Евровидение с 1987 года. По итогам голосования Тайчи заняла седьмое место из 22, набрав 81 очко, включая 12 очков от Турции и Израиля. 12 очков югославское жюри отдало одному из вице-чемпионов конкурса 1990 года Франции. Стьепан Михальинец был дирижёром во время исполнения югославской заявки.